# Thésée
Thésée ist eine französische Gemeinde mit 1.171 Einwohnern (Stand: 1. Januar 2022) im Département Loir-et-Cher in der Region Centre-Val de Loire. Sie gehört zum Arrondissement Romorantin-Lanthenay und zum Kanton Saint-Aignan. Die Einwohner werden Théséens genannt.

## Geographie
Thésée liegt etwa 29 Kilometer südlich von Blois am Fluss Cher, der die Gemeinde im Westen begrenzt und in den hier das Flüsschen Rennes mündet. Umgeben wird Thésée von den Nachbargemeinden Monthou-sur-Cher im Norden und Nordwesten, Choussy im Nordosten, Saint-Romain-sur-Cher im Osten, Mareuil-sur-Cher im Süden sowie Pouillé im Westen. 
Durch den Süden der Gemeinde führt die Autoroute A85.

## Geschichte
Als Tasciaca handelte es sich um eine frühe Siedlung an der Römerstraße von Tours nach Bourges. Die Reste der Bauwerke in der Gemarkung Maselles können auf das zweite nachchristliche Jahrhundert datiert werden.

## Bevölkerungsentwicklung
| Jahr                       | 1962 | 1968 | 1975 | 1982 | 1990 | 1999 | 2006 | 2018 |
| Einwohner                  | 1035 | 1117 | 1075 | 1111 | 1074 | 1123 | 1238 | 1144 |
| Quellen: Cassini und INSEE |      |      |      |      |      |      |      |      |

## Sehenswürdigkeiten
- Kirche Saint-Georges
- gallorömische Baureste, Monument historique seit 1841
- Archäologisches Museum im Rathaus

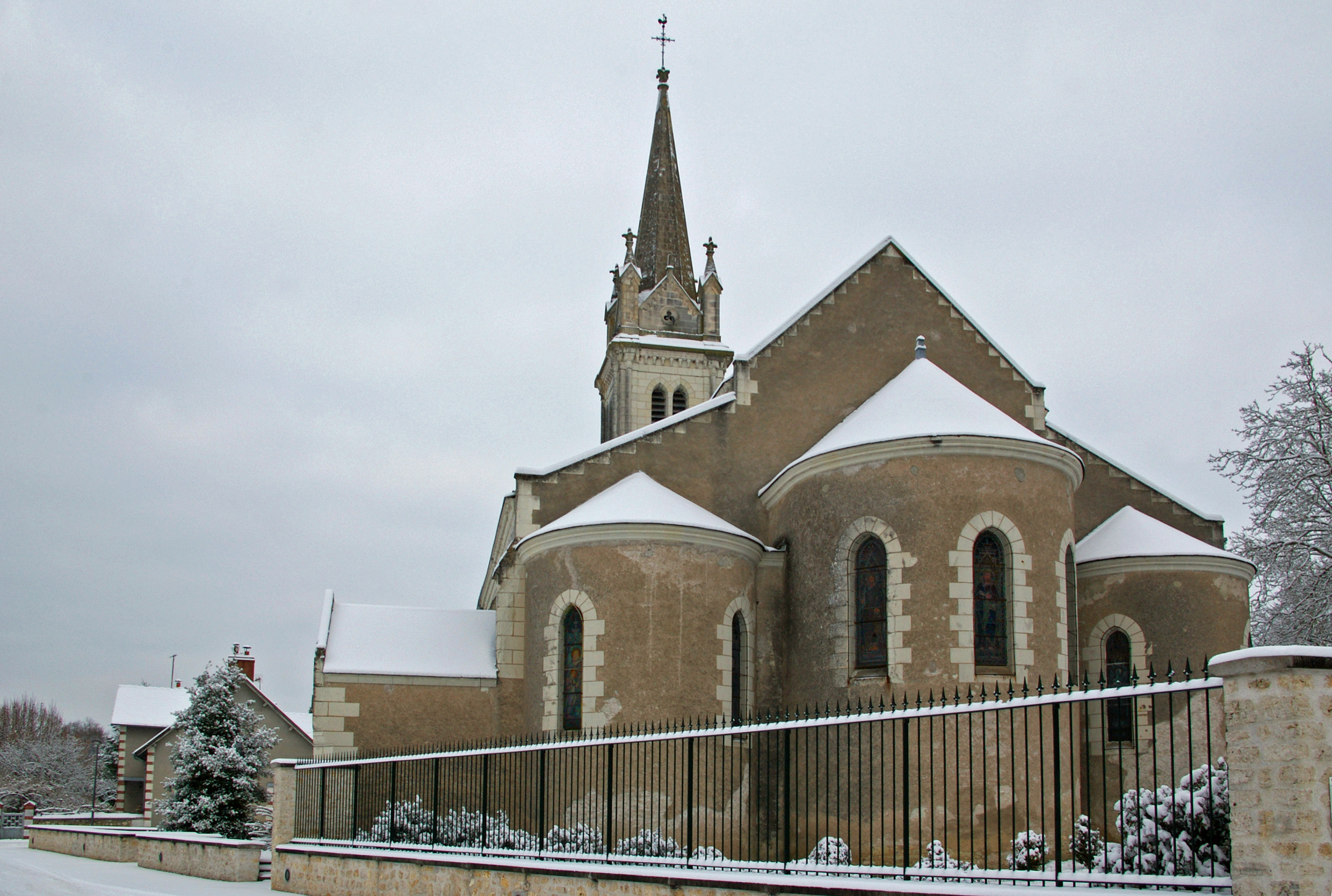
Kirche Saint-Georges
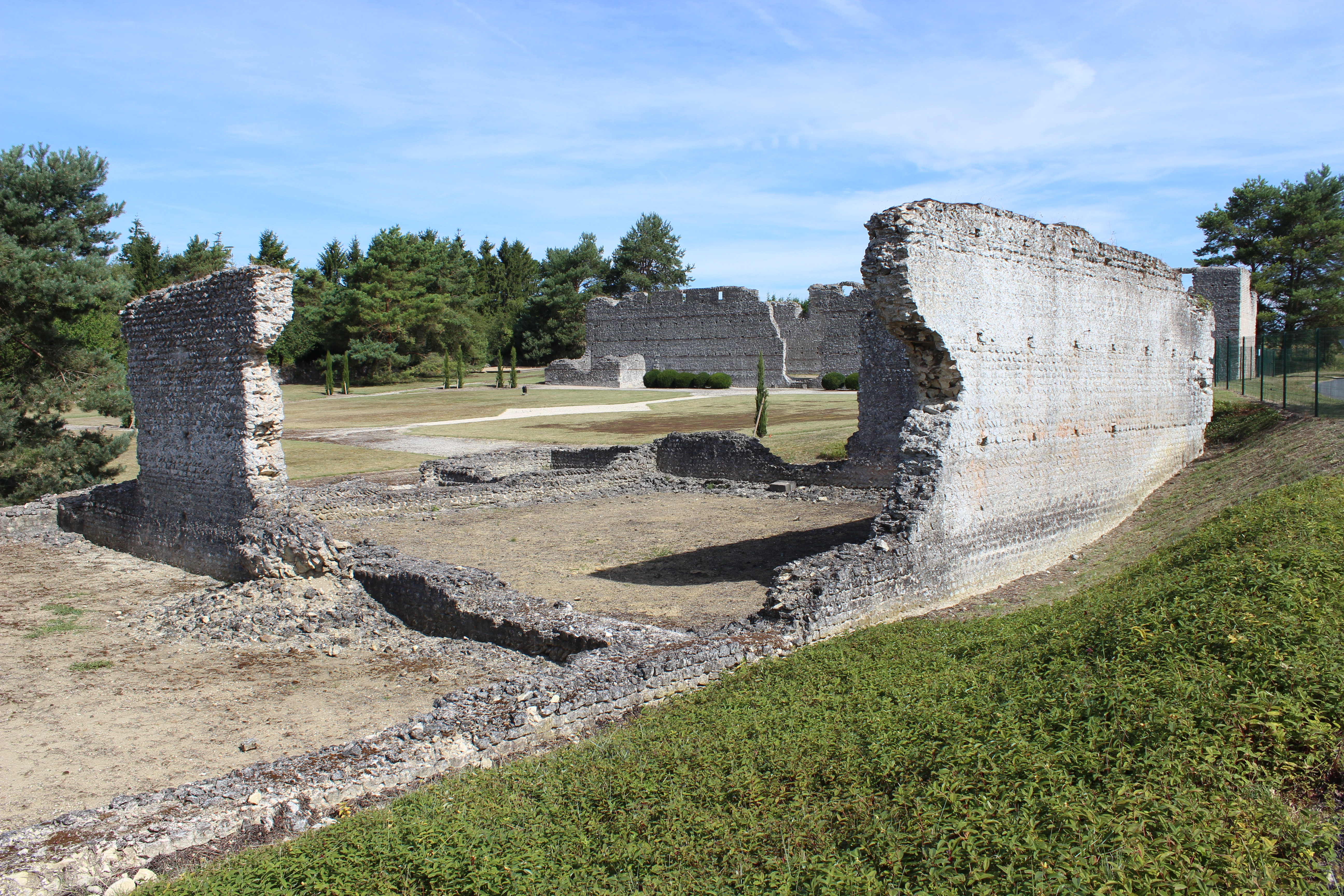
Römische Ruinen